# Згорня Вижинга
Згорня Вижинга (словен. Zgornja Vižinga) — поселення в общині Радлє-об-Драві, Регіон Корошка, Словенія. Висота над рівнем моря: 334,9 м.